# 王立プノンペン大学
王立プノンペン大学（おうりつプノンペンだいがく、Royal University of Phnom Penh）はカンボジアの首都・プノンペンにある国立大学。

## 概要
1960年1月13日、ノロドム・シハヌークによってクメール王立大学（Khmer Royal University）として設立。当時は文学部と人間科学部、理学・工学部が置かれて、フランス語による教育が行われ、1965年から1975年にかけては高等師範学校と、文学・人文学・科学、薬学、法学・経済学・医学・歯学・商学・教育学の各学部、言語学研究所から構成されていた。
1970年に発生したクーデターでシハヌークが国外に追放されるとプノンペン大学に改称されたが、1975年にポル・ポトが政権を奪取して民主カンプチアになると国内での正式な教育は停止。本学を含めた各地の教育機関は閉鎖され、また破壊され、教職員の多くが殺害されたが、1979年にカンボジア人民党が政権を奪い返してカンプチア人民共和国が成立し、ポル・ポト政権下で停止されていた教育活動が復活。1980年には教師の養成を目的とした高等師範学校が再び設置されたほか、1981年には外国語研究所（IFL）が開所して、ベトナム語とロシア語の教師を養成するための教育が行われた。
1988年に高等師範学校はIFLと合併して新たにプノンペン大学となり、1996年には名称を王立プノンペン大学へと改称した。
2015年現在、理学部、人文・社会学部、工学部、開発学部、外国語研究所などからなる。

## 学術交流
世界各地の多くの大学や研究機関との間で学術交流を目的とした協定を締結しており、日本においては大阪府立大学、日本福祉大学、千葉大学、上智大学、東京外国語大学
、昭和女子大学、名古屋大学、早稲田大学、創価大学、東洋大学、法政大学、駒澤大学で、本学との間での相互留学などの交流事業が行われている。